# Paralappida constricta
Paralappida constricta är en insektsart som först beskrevs av Stsl 1862.  Paralappida constricta ingår i släktet Paralappida och familjen Dictyopharidae. Inga underarter finns listade i Catalogue of Life.